# 吉田山田
吉田山田（よしだやまだ）は、吉田結威と山田義孝からなる男性二人組音楽ユニット。所属事務所は日音。2023年、自主レーベルを立ち上げ、アルバム『備忘録音』をリリース。

## メンバー
※担当楽器の記載は、公式サイトの「PROFILE」に準拠。
- 吉田 結威（よしだ ゆい） - アコースティック・ギター・ボーカル
1983年 9月9日生まれ、兵庫県神戸市出身
- 山田 義孝（やまだ よしたか） - ボーカル
1983年 12月13日生まれ、東京都出身

## 来歴

### 二人の出会いから結成、デビューに至るまで
1999年春、吉田と山田は東京都立明正高等学校に入学する。山田は入学式から金髪姿で登校。吉田は女子生徒にチヤホヤされていた山田に嫌悪感を覚えていた。
山田は文化祭で弾き語りを披露する吉田の演奏を見て嗚咽するほど感動し、「よっちゃん（吉田）と一緒に音楽をやりたい」と思ったものの、その想いは吉田にはなかなか届かなかった。
2001年、吉田が高校時代の最後の思い出作りとして、文化祭でア・カペラを披露するため、一緒に唄うメンバーを校内で捜したところ「山ちゃん（山田）は歌が上手い」という評判を聞き、山田をスカウト。4人組グループワンツーポパイを結成した。しかし文化祭後にグループは自然消滅した。
高校卒業後、吉田は和光大学に進学し心理学を学び、カウンセラーを目指すこととなる。山田はテレビドラマ・元カレ（TBS系列）やCMなどにちょい役で出演しながらアルバイトに励むことになり、別々の道を歩んだ。
高校卒業から1年経って、山田は「吉田と一緒に音楽をやりたい」気持ちが強くなり、吉田に連絡を取る。吉田も二年生になる頃には自身の今後について壁にぶつかっており、山田の誘いを受けた。しかし二人ともどうやって曲を作るかも分からず、映画『天使にラブ・ソングを2』を観た山田の「ニューヨークに行ってみたい!」との思いつきから、1ヶ月間のニューヨークでの武者修行を敢行する。この武者修行で、二人は「おしゃべりする仲良しから、アーティストを目指す関係に切り替えられた」と語っている。
帰国後の2005年頃から、本格的に音楽活動を開始。二人が出会った高校に近い下北沢（下北沢BIG MOUTH）を拠点とする。ライブハウスへの出演時に『吉田結威・山田義孝』とクレジットが出ていたため、ファンからは「吉田山田」と呼ばれるようになる。
2006年頃、東京都渋谷区原宿のライブハウスにて、現在の所属事務所の関係者から声を掛けられ、メジャー・デビューを目指し育成・強化期間に入る。東京都新宿区高田馬場にある四谷天窓をライブ活動の拠点にしつつ、全国各地でショッピングセンターやお祭り等のイベントでステージに立ち、実力を磨いていった。
2009年8月2日、四谷天窓でのワンマンライブ『ガムシャライブ』にて、同年10月にポニーキャニオンからメジャー・デビューすることを発表した。

### デビュー後から「日々」リリースまで
- 2009年10月21日、シングル「ガムシャランナー」でメジャー・デビュー。この10月21日を山田は語呂からトニーの日と呼んでおり、デビュー記念日の別称となっている。表題曲はTBS系列「王様のブランチ」EDテーマに使用されたが、デビュー直前の10月17日の当番組エンディングにて、テレビ初出演を果たす。この「ガムシャランナー」から吉田山田のファンの総称をランナーと呼ぶようになり、現在まで続いている。
- 2010年、「ツボミ」、「夏のペダル」の2枚のシングル。初めてのアルバム「と」をリリース。アップテンポな楽曲では、ファンと一緒に踊る振付も積極的に行い、徐々にファンを増やしてゆく。1月2日には「開運音楽堂 ～開運音楽堂年始SP　吉田山田60分!!～」に出演。10月にはZIP-FMで初のレギュラー番組、“BOING BOING”が放送開始。これを機に名古屋・東海地区での活動が増加する。
- 2010年、「と」リリース後には初めての全国ライブハウスツアー（7都市）を敢行。ツアーファイナルの渋谷・duo MUSIC EXCHANGEでは約400枚のチケットが完売した[注釈 4]。この年に二人が演じたライブは約250本。
- 2011年、duo MUSIC EXCHANGE 公演の成功から勢いづこうとした時期に、東日本大震災が発生。震災への衝撃から、音楽活動を続けられるか思い悩んだ中で、今まで応援してくれた方々への感謝の気持ちを表した、4枚目のシングル「約束のマーチ」を7月にリリースした。4月末、在ニューヨークのデザイナーが開いた展覧会のゲストに呼ばれ、7年ぶりのニューヨーク訪問を果たす。9月、大阪・福岡・名古屋・東京と4都市を巡るワンマンライブツアー『うたうたうツアー2011』を行い、全公演チケットを完売。ツアーファイナルはShibuya_O-EAST。
- 2012年、シングル2枚、アルバム1枚をリリース。6枚目のシングル「メリーゴーランド」はオリコンチャートで初のベスト50入りとなった。この年から楽曲制作陣やサポートバンドが、2017年現在のメンバーに入れ替わる。9月～10月、『うたうたうツアー2012』を敢行。7都市を廻った後、東京・名古屋で追加公演を行う。
- 2013年4月、「ごめん、やっぱ好きなんだ。」。10月に「魔法のような」と2枚のシングルをリリース。「魔法のような」の発売週でのオリコンチャート・14位は、2017年現在の吉田山田において、最高順位である。10月、吉田と山田。2人が揃って大阪マラソン2013に挑戦。山田は軽快な走りで、5時間を切るタイムで完走。吉田は終盤に足を痛め、苦しい走りになったものの5時間59分で完走。10月、デビュー3周年企画として『達人の吉田さん、山田さんに会いに行こう!』と銘打たれた公式サイト内の企画で、埼玉県・所沢を本拠とする飲食店チェーン、山田うどんの社長との対談が実現。以降、吉田山田と山田うどんとの強い関係が築かれる[2]。

### 「日々」リリースの2013年、躍進の2014年
- 2013年12月、9枚目のシングル「日々」をリリース。NHK・みんなのうた、2013年12月・2014年1月期の曲として、書き下ろした曲である。
  - 「みんなのうた」放映開始後から、NHKには曲に対する問い合わせや再放送を求めるリクエストが相次ぎ、2014年の2月と4月、9月と3度にわたって『みんなのうたお楽しみ枠』でのオンエアが実現した[注釈 5]。
  - 2014年に入ってから、「泣ける歌」との評判が広まり、1月27日のSound Room（TBS系列）を皮切りに、テレビの音楽・トーク番組への出演を次々と果たす。
  - 6月にはかつてYahoo!ニュースに掲載された吉田山田と「日々」に関する記事[3]についての見出しが、Yahoo!JAPANトップページのトピック欄に掲載。Yahoo!検索での急上昇ワードで1位を記録し、このことも契機ともなり、翌7月11日放送のミュージックステーション（テレビ朝日系列）への出演が決定する。
  - 当日のミュージックステーションでは、AKB48・GLAY・E-Girlsなどと共演[注釈 6]。放送中から吉田山田の公式サイトへのアクセスが殺到し、一時ホームページの閲覧が不可能となる。
  - 2014年は各放送局の番組やラジオに沢山出演した。特に、NHKの色んな番組に出演し、「NHKの番組で起用された曲」という連想から、大晦日のNHK紅白歌合戦への初出場を求める声や噂も出てくるようになる[誰によって?]。しかしながら、『紅白出場』という快挙はならなかった。
- 一方で、1月にリリースされた4枚目のアルバム「吉田山田」が第56回日本レコード大賞、優秀アルバム賞の4作品に選出。12月30日、東京・新国立劇場での授賞式での歌唱が、躍進の一年の歌い収めとなった。なお、TBSテレビ・ラジオでの生中継で、吉田山田は18時頃に出演していた。
- ライブ活動では、アルバム「吉田山田」リリース後のツアー（1月から3月にかけ、6公演）、デビュー5周年記念ツアー（6月から月1本のペースで5ヶ月連続の公演）とこの年は2本のツアーを行う。デビュー5周年記念ツアー最終日のZepp・Divercity公演では、今まで発表してきた楽曲を全曲唄う『全曲ライブ』を敢行。延べ時間4時間10分、46曲を唄いきるところで、翌年2015年5月4日に渋谷公会堂でワンマンライブを開催することを発表した。

### 2015年から、デビュー10年目を迎える2019年まで
- 2015年の年明け。吉田山田は赤坂・TBS放送センターで迎えた。3時からのTBSラジオでの特別番組に続き、COUNT_DOWN_TVスペシャル・年越しプレミアライブ2014→2015では大トリで「日々」を披露。5時間強の番組を締めくくった。
  - 新年度となる4月から、オールナイトニッポン Zero（ニッポン放送）、吉田山田のオンガク解放区（テレビ神奈川）と2つの冠番組がスタート。一方、3月末で北海道・名古屋地区でレギュラーを務めていた、ラジオ3番組が放送を終了。
  - 4月末から5月の大型連休を挟んで、ワンマンライブツアー『吉田山田ツアー2015』を開催。先述の渋谷公会堂での公演を含めた、全7公演。ライブを終えたその夜にある「オールナイトニッポン Zero」の生放送のため、東京へとんぼがえりする強行日程も無事にこなした。
  - 8月末には『吉田山田まつり』と銘打った、単発のワンマンライブを開く。第一回は東京・上野恩賜公園、野外水上音楽堂での開催で、チケットは完売となり、以降2020年まで8月下旬に開催し続けている。
  - また、この年からは自治体が管理する会館・ホールからの招致によるライブ、「○○の日々」（○○に地名が入る）も開催するようになる。
  - この年のリリースはシングル2枚。また、渋谷公会堂でのワンマンライブが初のライブDVD作品としてリリースされた[注釈 7]。
  - 年末の11月から12月にかけては『吉田山田ツアー2015『光と闇』』を開催。全8公演の千秋楽となった、東京ドームシティ・ホールでの公演において、翌2016年の全47都道府県ツアー。さらに、日比谷公園・野外大音楽堂（日比谷野音）での『吉田山田祭り2016』開催を発表した。
- 2016年、3月には4枚目のアルバム。デビュー7年目の吉田山田の意味を込めた「47（ヨンナナ）」をリリース。
  - この「47（ヨンナナ）」を引っさげ、4月24日の大阪・umeda AKASO（現・umeda TRAD）を皮切りに、全都道府県を巡る弾き語りツアーを開催。7月初めの沖縄公演では、初のファンクラブツアーも行われる。
  - 弾き語りツアー最終日は8月20日、『吉田山田祭り2016』当日昼間の東京・日比谷野音でのフリーライブ。天候には恵まれなかったものの、吉田山田は客席の真ん中に作られた特設ステージで唄う。大勢のファンに囲まれる中、全47都道府県ツアーを完走する。
  - 当日夜の『吉田山田祭り2016』では開演前に土砂降りの雨に見舞われる。途中、吉田がステージから転落するハプニングがあったものの、幸運にもライブ中に雨は上がる。この『吉田山田祭り2016』の模様は、先述の弾き語りツアー最終日のフリーライブとともに、11月にライブDVDとしてリリース。また、デビュー7周年記念と銘打たれた『Over the Rainbowツアー』を9月から7ヶ月連続、7公演で開催すること[注釈 8]を発表した。
  - 『吉田山田祭り2016』を開催した当日と翌日には、日比谷野音に隣接する日比谷図書文化館で『山田義孝個展』を開催。山田が全都道府県ツアーの合間を縫って創作した絵画、ペインティング等を展示。ライブ翌日には、個展会場内での吉田と山田のトークショーも開催された。
  - 全都道府県ツアー以外では、3月に山田が横浜マラソン2016に出場。無事に完走を果たした[注釈 9]。
- 2016年から2017年にかけて開催した『Over the Rainbowツアー』では、ルーレットで次に唄う曲目を決める（11月の仙台公演）、ラブソング限定（12月の渋谷公演）といった志向を凝らした公演を3月まで毎月開催した。
  - 所属レーベルの本社が所在する東京・港区の赤坂・青山地区イメージソング「MY HOME TOWN」を作詞・作曲する。楽曲は港区民もレコーディングに参加し、3月の港区制70周年・総合支所制度10周年記念式典で披露された。
  - 4月から9月末までは今までPodcast・TBSラジオクラウドで配信されてきた、吉田山田のポッと出なふたり（TBSラジオ）が晴れて『地上波』において放送された。
  - 5月には1年半ぶり、12枚目のシングル「街」がリリース。11月には5枚目のアルバム「変身」をリリースし、年末までワンマンライブツアーを行った。
- 2018年は、5月に大阪・なんばHatchにて、弦楽奏団を引き連れてのスペシャルコンサート『吉田山田とカルテット』。8月には4回目の開催となる『吉田山田祭り2018』を上野恩賜公園、野外水上音楽堂で開催。
  - 8月に「虹の砂」、「もし」をデジタル配信にて先行発表した後、10月には通算6枚目のアルバム「欲望」をリリース。「欲望」のリリースを間に挟み、9月から12月までワンマンライブツアー（計18本）を開催した[注釈 10]。
  - 翌年のデビュー10周年に向け、「欲望」リリース後の11月17日に開催された東京国際フォーラム・ホールCのライブにて、2019年3月から7月にかけて、二度目の全都道府県ツアーを行うことを発表した。
- 2019年には13枚目のシングル「桜咲け」を2月にリリース。アニメ『火ノ丸相撲』のエンディング曲として、第十五番(第15回、1月25日初回放送)から第二十四番（第24回、3月29日初回放送）までオンエアされた。
  - 3月から8月にかけて、二度目の全都道府県ツアーを完走したことに続いて、11月に通算7枚目のアルバム「証命」をリリースし、11月30日には中野サンプラザホールでデビュー10周年記念ライブ『吉田山田大感謝祭』を開催。ソールドアウトとなったこの公演までの1年間を追った、ドキュメンタリー『吉田山田 十年十色』が12月28日にtvkで放送された。[注釈 11]
  - プライベートでは、10月1日に山田が入籍を発表している[4]。

### コロナ禍の活動
- 2020年4月8日に初のベストアルバムとなる『吉田山田大百科』をリリース。さらにベストアルバムをひっさげ5月からは全国5カ所を巡るツアー＜吉田山田ホールツアー2020「大百科ツアー」＞を開催予定でいたが、新型コロナウイルス感染拡大に伴う緊急事態宣言におけるイベント自粛継続の指示を受け全公演中止となった。
- 活動制限を余儀なくされながらも、2020年8月の＜吉田山田祭り2020＞には感染対策を講じた上で、有観客公演を再開。その後も＜吉田山田デビュー11周年記念配信ライブ＞＜Home〜高田馬場 四谷天窓〜＞＜Home〜下北沢 LIVE BAR BIG MOUTH〜＞といった無観客配信ライブを重ねながら歩みを止めずに唄を届けていく。
- 2021年9月5日には恒例となる＜吉田山田祭り2021＞を開催し、11月にはカルテットとピアノの特別編成による東名阪ツアー＜吉田山田とカルテット Tour 2021＞を開催。 12月1日にはwacci、チャラン・ポ・ランタン、ワタナベタカシ、→Pia-no-jaC←、リアクション ザ ブッタといった豪華アーティストも参加した８枚目となるオリジナルアルバム『愛された記憶』をリリースした。 
  - プライベートでは、8月5日に吉田が入籍を発表している[5]。
- 2022年は精力的にライブ活動を行い、4月2日から6月26日まで約2年半振りとなる待望の全国ツアー＜吉田山田 弾き語りツアー2022〜愛された記憶〜＞を敢行。 8月7日には毎夏恒例の＜吉田山田祭り2022＞、そして、デビュー記念日となる10月21日には＜吉田山田デビュー13周年記念ライブ＞を品川インターシティホールにて開催。

### 自主レーベル立ち上げ
- 2023年2月からは前半をアコースティック編成、後半をバンド編成で行う全国ツアー＜吉田山田ツアー2023＞を開催。Band公演は東名阪のZepp会場で実施。
- 5月17日には9枚目となるオリジナルアルバム『備忘録音』を自主レーベルより発売。
- 旧友と共に映像制作チーム『ヨナモユ』を立ち上げ、「人間」「東京」「夜な夜な」のミュージックビデオを制作。
- 8月20日には＜吉田山田盆踊り2023〜渋谷編〜＞と題した新たな形での夏のワンマンライブを開催。

## ディスコグラフィー

### シングル
「日々」はプラチナ認定（シングルトラック、日本レコード協会）

### 配信限定シングル
| 発売日         | タイトル         | 収録作       |
| -------------- | ---------------- | ------------ |
| 2017年7月5日   | YES!!!           | 変身         |
| 2018年8月11日  | もし             | 欲望         |
| 2018年8月11日  | 虹の砂           | 欲望         |
| 2019年1月26日  | 桜咲け -TV Edit- | 証命         |
| 2020年10月28日 | 好き好き大好き   | 愛された記憶 |
| 2021年3月19日  | ひとつぶ         | 愛された記憶 |
| 2021年6月1日   | イ〜ハ〜         | 愛された記憶 |
| 2021年11月17日 | それでも         | 愛された記憶 |
| 2023年2月1日   | 焼き魚           | 備忘録音     |

### アルバム
| 盤号 | リリース日     | タイトル       | 規格品番 | 収録曲 | オリコン |
| ---- | -------------- | -------------- | --- | --- | -------- |
| 1st  | 2010年10月20日 | 「と」         | PCCA-03285 | 1. 希望とキャンディ【作詞作曲:吉田山田/編曲:吉田山田,柏崎三十郎】 2. ありがとう【作詞作曲:吉田山田/編曲:吉田山田,河辺健宏】 3. ガムシャランナー【Album Mix】 【作詞作曲:吉田山田/編曲:吉田山田,河辺健宏】 4. ツボミ【作詞作曲:吉田山田/編曲:吉田山田,岡和田拓也】 5. 地図にない路【作詞作曲:吉田山田/編曲:吉田山田,岡和田拓也】 6. ダイジョーブ【作詞作曲:吉田山田/編曲:吉田山田,小林俊太郎】 7. ソウルフード【作詞作曲:吉田山田/編曲:吉田山田,河辺健宏】 8. 涙の海【作詞作曲:吉田山田/編曲:吉田山田,小林俊太郎】 9. 涙流星群【作詞作曲:吉田山田/編曲:吉田山田,河辺健宏】 10. 夏のペダル【作詞作曲:吉田山田/編曲:吉田山田,柏崎三十郎】 11. 花鳥風月【作詞作曲:吉田山田/編曲:吉田山田,菅原弘明】 12. ハローグッバイ【作詞作曲:吉田山田/編曲:吉田山田,柏崎三十郎】                                                   | 50位     |
| 2nd  | 2012年3月7日   | ココロノート   | PCCA-03547 | CD 1. カシオペア【作詞作曲:吉田山田/編曲:吉田山田,小林俊太郎】 2. ラブレター【作詞作曲:吉田山田/編曲:吉田山田,立山秋航】 3. カケラ【作詞作曲:吉田山田/編曲:吉田山田,柏崎三十郎】 4. ごめんね【作詞作曲:吉田山田/編曲:吉田山田,柏崎三十郎】 5. 春色バスと初恋ベンチ【作詞作曲:吉田山田/編曲:吉田山田,小林俊太郎】 6. 天使と悪魔【作詞作曲:吉田山田/編曲:吉田山田,生田真心】 7. 泣いても良いよ【作詞作曲:吉田山田/編曲:吉田山田,柏崎三十郎】 8. Wonder【作詞作曲:吉田山田/編曲:吉田山田,楊慶豪】 9. かさぶた【作詞作曲:吉田山田/編曲:吉田山田,吉俣良】 10. 約束のマーチ【作詞作曲:吉田山田/編曲:吉田山田,小林俊太郎】 11. 一番星【作詞作曲編曲:吉田山田】 12. 旅立ちの合図【作詞作曲:吉田山田/編曲:吉田山田,原田ナオ】 DVD 1. 約束のマーチ (Music Video) 2. カケラ (Music Video) 3. 吉田山田「ココロノート」制作日誌 | 56位     |
| 3rd  | 2014年1月29日  | 吉田山田       | PCCA-03967 | 1. ORION【作詞作曲:山田義孝/編曲:吉田山田,松江潤】 2. カシスオレンジ【作詞作曲:山田義孝/編曲:吉田山田,井出泰彰】 3. 泣いて泣いて【作詞作曲:吉田結威/編曲:吉田山田,浅野尚志】 4. フリージア【作詞作曲:吉田結威/編曲:吉田山田,福井昌彦】 5. ルーとナンシー【作詞作曲編曲:吉田山田】 6. メリーゴーランド【作詞:吉田結威/作曲:吉田山田/編曲:吉田山田,福井昌彦】 7. ごめん、やっぱ好きなんだ。【作詞:吉田結威/作曲:山田義孝/編曲:吉田山田,BU-NI】 8. 日々【作詞作曲:吉田山田/編曲:吉田山田,吉俣良】 9. 僕らのためのストーリー【作詞作曲:吉田結威/編曲:吉田山田,浅野尚志】 10. 魔法のような【作詞作曲:山田義孝/編曲:吉田山田,島田昌典】 11. 航海【作詞作曲:山田義孝/編曲:吉田山田,兼松衆】 | 30位     |
| 4th  | 2016年3月2日   | 47【ヨンナナ】 | PCCA-04348 (フォトブック付き初回限定版) PCCA-04349 (通常版)                                                             | 1. てんてんてんて 2. 告白 3. 全う 4. 未来(Album Mix) 5. キミに会いたいな 6. 母のうた 7. OK 8. 新しい世界へ 9. Today,Tonight 10. 押し出せ 11. ためいき | 20位     |
| 5th  | 2017年11月1日  | 変身           | PCCA-04590 (ボーナストラック盤) PCCA-04590 (DVD付きデラックス盤) SCCA-00058 (受注生産限定スーパーデラックス版),         | 1. HENSHIN 2. 浮遊 3. 宝物 4. 街 5. YES!!!(Album Ver) 6. しっこ 7. ホントノキモチ 8. 化粧 9. Snowin,, 10. 守人 11. 針(弾き語り、ボーナストラック盤のみに収録) | 17位     |
| 6th  | 2018年10月31日 | 欲望           | PCCA-04706 (ボーナストラック盤) PCCA-04707 (DVD付きデラックス盤) SCCA-00067 (受注生産限定スーパーデラックス版),         | 1. 欲望 2. Color 3. 拝啓 4. 冬の星座 5. 虹の砂 6. エーデルワイズ 7. もやし 8. 貧乏 9. もし 10. 赤い首輪 11. つながる 12. 泣き笑い(ボーナストラック盤のみに収録) | 14位     |
| 7th  | 2019年11月6日  | 証命           | PCCA-04825 (DVD付きデラックス盤), PCCA-04826 (ボーナストラック盤), SCCA-00083～86 (受注生産限定・スーパーデラックス版), | 1. 証命 2. SODA！ 3. 笑える 4. 桜咲け 5. 街が夜になる 6. ハミングアウト 7. 君へ 8. 春の詩 9. 運命 10. おとぎ話 11. 種 12. 涙のむこう(ボーナストラック盤のみに収録) | 27位     |
| Best | 2020年4月8日   | 吉田山田大百科 | PCCA-04936 (デラックス盤), PCCA-04937 (ボーナストラック盤)                                                              | 1. ガムシャランナー 2. 花鳥風月 3. 約束のマーチ 4. 魔法のような 5. 日々 6. 僕らのためのストーリー 7. 未来 8. 母のうた 9. RAIN 10. YES!!! 11. 宝物 12. Color 13. もやし 14. 赤い首輪 15. いくつになっても 16. 微熱(ボーナストラック)(ボーナストラック盤のみに収録) | 25位     |
| 8th  | 2021年12月1日  | 愛された記憶   | PCCA-06086 | 1. 世界が変わる 2. ひとつぶ 3. こんがらがって 4. 才能開花前夜 5. 好き好き大好き 6. グレープフルーツ 7. 鳥人間になりたい 8. おばけ 9. それでも 10. 愛された記憶 11. てと手 12. イ～ハ～(BONUS TRACK) | 44位     |
| 9th  | 2023年5月17日  | 備忘録音       | YYCL-0002 | 1. Monster 2. YADANA 3. 人間 4. 東京 5. こんな夏はいやだ 6. 日曜日 7. 焼き魚 8. 裸 9. 夜な夜な 10. もしもの話 11. 音楽 12. 最後の歌(BONUS TRACK) | 22位     |

### DVD
| 盤号 | リリース日    | タイトル                               | 規格品番   | 収録曲 | オリコン |  |
| ---- | ------------- | -------------------------------------- | ---------- | --- | -------- |  |
| 1st  | 2015年7月29日 | 吉田山田TOUR 2015 at 渋谷公会堂        | PCBP-52327 | 1. キミに会いたいな 2. 夏のペダル 3. カシオペア 4. カシスオレンジ 5. ごめん、やっぱ好きなんだ。 6. 旅立ちの合図 7. HOME 8. 好きだよ 9. 日々 10. ツボミ 11. Yes 12. 天使と悪魔 13. フリージア 14. 新しい世界へ 15. ガムシャランナー 16. 僕らのためのストーリー 17. 逢いたくて 18. 約束のマーチ 19. イッパツ 20. 魔法のような | 15位     |  |
| 2nd  | 2016年11月2日 | 吉田山田祭り2016 at 日比谷野外大音楽堂 | PCBP-53156 | 1. 夏のペダル 2. 新しい世界へ 3. 全う 4. ごめん、やっぱ好きなんだ。 5. 押し出せ 6. 未来 7. 魔法のような 8. 日々 9. 泣いて泣いて 10. てんてんてんて 11. ORION 12. 僕らのためのストーリー 13. 天使と悪魔 14. YES | 14位     |  |

## タイアップ
| 曲名                          | タイアップ |
| ----------------------------- | --- |
| ガムシャランナー              | 中京テレビ「SPORTS STADIUM」10年2月度エンディングテーマ                                                                    |
| ガムシャランナー              | TBS系「ホリさまぁ〜ず」09年12月・10年1月度エンディングテーマ                                                               |
| ガムシャランナー              | TBS系「王様のブランチ」09年10～11月度エンディングテーマ                                                                    |
| ツボミ                        | TBS「エンプラ」10年4月度オープニングテーマ                                                                                 |
| ツボミ                        | TBS系全国ネット「CDTV」10年2月度エンディングテーマ                                                                         |
| 涙の海                        | 映画「海の金魚」主題歌 |
| 夏のペダル                    | TBS系「笑撃!ワンフレーズ」10年7～9月度エンディングテーマ                                                                   |
| 約束のマーチ                  | TBS系「あらびき団」11年8・9月度エンディングテーマ                                                                          |
| 約束のマーチ                  | 「愛昇殿」広告曲 |
| カケラ                        | TBS系「マツコの知らない世界」12年1～3月度エンディングテーマ                                                                |
| カケラ                        | MBS/SSTV「Cook音楽」12年2月エンディングテーマ                                                                              |
| 希望とキャンディ              | 朝日放送・テレビ朝日系全国ネット「たけしの健康エンターテインメント！みんなの家庭の医学」10年10月～12月度エンディングテーマ |
| ガムシャランナー（Album Mix） | 朝日放送「ごきげん！ブランニュ」10年10月度エンディングテーマ                                                               |
| ダイジョーブ                  | トヨタテクニカルディベロップメント株式会社 企業CMタイアップ                                                                |
| ハローグッバイ                | TBSラジオ「KaKiiin!」番組コラボ楽曲                                                                                        |
| カシオペア                    | TBS系「ひるおび！」12年4月度エンディングテーマ                                                                             |
| ラブレター                    | 大阪安達学園 大阪デザイナー専門学校 TV-広告曲                                                                              |
| ラブレター                    | BS-TBS「なるほど！ホームドクター」エンディングテーマ                                                                       |
| Wonder                        | 大分マリーンパレス水族館「うみたまご」TV/RADIO-広告曲                                                                      |
| メリーゴーランド              | TBS系「有田とマツコと男と女」12年10～12月度エンディングテーマ                                                              |
| ごめん、やっぱ好きなんだ。    | tvk「saku saku」13年4月度エンディングテーマ、朝日放送「ビーバップ！ハイヒール」13年4月エンディング曲                       |
| SMILE                         | KBCテレビ「ドォーモ」13年4月度エンディングテーマ、安城産業文化公園デンパークCMタイアップ曲                                 |
| 魔法のような                  | TBS系「有田のヤラシイハナシ」13年10月～12月度エンディングテーマ                                                            |
| カシスオレンジ                | KBCテレビ「ドォーモ」14年1月度エンディングテーマ                                                                           |
| 日々                          | NHK「みんなのうた」2013年12月-2014年1月オンエア楽曲                                                                        |
| 僕らのためのストーリー        | フロンティアの介護「初任者教育編」広告曲                                                                                   |
| キミに会いたいな              | TBS系テレビ「CDTV」15年6・7月度オープニングテーマ                                                                          |
| Today,Tonight                 | 映画『ボクは坊さん。』主題歌                                                                                               |
| 母のうた                      | 政府広報・高齢者詐欺被害の未然防止』啓発キャンペーンソング                                                                 |
| 未来                          | 北陸電力・企業イメージ広告曲                                                                                               |
| 全う                          | 長崎ハウステンボス「ハウステンボスのゴールデンウィーク」広告曲                                                             |
| RAIN                          | トヨタカローラ博多 創立50周年のテーマソング                                                                                |
| 虹の砂                        | 専修大学・テレビCM使用曲（2018・2019年度）                                                                                 |
| もし                          | タキロンシーアイ・テレビCM使用曲（2018年夏）                                                                               |
| 桜咲け                        | アニメ『火ノ丸相撲』、第15回～第26回エンディングテーマ                                                                     |
| 笑える                        | テレビ神奈川「あっぱれ!KANAGAWA大行進」エンディング曲（2019年4月～）                                                       |
| SODA！                        | テレビ大阪主催・キッチンカーコレクション in サンシャインワーフ神戸 2019、CMソング                                          |
| 好き好き大好き                | 「西松屋のトレーナー」CMソング                                                                                             |
| ひとつぶ                      | JA全農『国産米消費拡大キャンペーン』ソング                                                                                 |
| イ〜ハ〜                      | ライオン株式会社「歯みがきのうた」                                                                                         |
| 才能開花前夜                  | 株式会社エディオンTVCM【エディオン・Windows 11公式パートナーショップ】あなたにおすすめのパソコンを CMソング                |

## ミュージックビデオ
| 監督            | 曲名                                           |
| --------------- | ---------------------------------------------- |
| 川野浩司        | 「夏のペダル」                                 |
| 土屋隆俊        | 「ガムシャランナー」「ツボミ」                 |
| BEAKER+宇野心平 | 「カケラ」                                     |
| 宮崎恵          | 「メリーゴーランド」                           |
| モリ○カツ       | 「ごめん、やっぱ好きなんだ。」「魔法のような」 |
| 不明            | 「日々」「約束のマーチ」                       |
| ヨナモユ        | 「人間」「東京」「夜な夜な」                   |

## 楽曲提供
| アーティスト | タイトル     | 備考       | 発売日        | 収録先                          |
| ------------ | ------------ | ---------- | ------------- | ------------------------------- |
| タッキー&翼  | 電車に乗って | 作詞・作曲 | 2015年12月2日 | アルバム「TRIP & TREASURE TWO」 |
| 工藤静香     | 針           | 作詞・作曲 | 2017年8月30日 | アルバム「凛」                  |

## 出演

### レギュラー番組
- 吉田山田のパッとでなふたり （2020年4月よりYouTubeにおいて、毎週火曜日22時頃から配信。不定期に生配信を実施）
  - 2014年4月から2017年3月まで。ならびに同年10月からは「吉田山田のポッとでなふたり」としてPodcast。後にラジオクラウドから週2回、2020年3月末まで配信される。
  - 2017年4月から9月にかけてはTBSラジオで毎週月曜日21:30 - 22:00で放送されていた。『地上波進出』の半年間は、本放送終了後の毎週月曜22時頃からTBSラジオクラウドにて「ラジオクラウド限定版」の番組が配信された。
    - 地上波進出中は、山田うどんの一社提供番組でTBSラジオでは放送されていた。地上波での番組中には山田がスポンサー提供クレジットを読むが、山田うどんのメニュー紹介（開始・終了時に一品ずつ）とお値段を読み上げる代わりに、番組中にCMは入らない。

### 過去のレギュラー番組
- 吉田山田のネガティブ押し出せ!!!!!!（CBCラジオ、毎週木曜24:30 - 25:00。2011年4月9日開始、2015年3月末終了）
- Boing Boing（ZIP-FM、毎週火曜23:00 - 23:30。2010年10月開始、2015年3月末終了）
- 吉田山田の道産子よ、ラジオを抱け!!!～DOSANKO be ambitious～（HBCラジオ、毎週日曜24:00 - 24:30 → 日曜17:00 - 17:30。2013年4月開始、2015年3月末終了）
- E∞Tracks Selection 吉田山田のざっくりえいと。（FM OSAKA、隔週月曜20:00 - 20:30。2013年1月開始、同年6月末終了）
- ミュージックナビ〜昨日と今日との交差点〜（アーティストコーナー水曜日「吉田山田のこっからここまで!」）（TBSラジオ、毎週水曜27:00 - 28:00。2012年4月開始、2013年9月末終了[注釈 14]）
- 吉田山田のオールナイトニッポン0（ZERO）（ニッポン放送、毎週水曜27:00 - 28:30、2015年4月8日開始、2016年3月23日終了）
- 吉田山田のドレミファイル（テレビ神奈川、毎週土曜22:00 - 22:30・同タイトルは2017年4月1日より、2020年9月26日終了）
  - 2015年4月4日より、2017年3月25日までは同じ時間帯で『吉田山田のオンガク開放区』として放送。

## 主なライブ

### ワンマンライブ・主催イベント
| 開催日                        | タイトル                                                                     | 備考                                         |
| ----------------------------- | ---------------------------------------------------------------------------- | -------------------------------------------- |
| 2012年6月9日                  | 吉田山田代官山だ vol.8 ～吉田山田×近藤夏子～                                 | 代官山Loop                                   |
| 2012年9月8日〜10月6日         | 吉田山田 うたうたうツアー2012                                                | 7都市9公演                                   |
| 2013年5月19日〜6月15日        | 7th Single「ごめん、やっぱ好きなんだ。」 リリースツアー                      |                                              |
| 2013年9月9日                  | Yoshida Born To Be Wild～吉田Birthday Special～                              | 渋谷・duo_MUSIC_EXCHANGE                     |
| 2014年1月25日～3月8日         | 吉田山田 TOUR 2014                                                           | 6都市6公演                                   |
| 2014年6月29日～10月18日       | 吉田山田デビュー5周年記念・555ツアー                                         | 4都市5公演                                   |
| 2015年1月10日                 | 『吉田山田 シングルズ』リリース記念ライブ                                    |                                              |
| 2015年2月15日                 | 吉田山田 SPECIAL LIVE ～sebone LIVE 2015～                                   |                                              |
| 2015年3月1日                  | 吉田山田 Special Acoustic Night ～逢いたくて～                               | EX_THEATRE_ROPPONGI                          |
| 2015年3月29日                 | 吉田山田 LIVE ～ながいずみの日々～                                           | 長泉町文化センターベルフォーレ               |
| 2015年4月25日〜5月10日        | 吉田山田ツアー2015（7都市7公演）                                             |                                              |
| 2015年7月20日                 | 吉田山田 SPECIAL LIVE ～よねざわの日々～                                     | 米沢市市民文化会館                           |
| 2015年8月29日                 | 吉田山田祭り2015～ホロリもあるよ～                                           | 上野恩賜公園・水上音楽堂                     |
| 2015年11月01日〜12月19日      | 吉田山田ツアー2015冬、～光と闇～                                             | 8都市8公演                                   |
| 2016年3月11日                 | 吉田山田 SPECIAL LIVE ～中野の日々～                                         | なかのZERO                                   |
| 2016年4月1日                  | 吉田山田 SPECIAL LIVE ～千住の日々～                                         | 北千住・シアター1010                         |
| 2016年4月24日〜8月20日        | 吉田山田47都道府県ツアー ～二人また旅2016～                                  | 全47公演                                     |
| 2016年8月20日                 | 吉田山田祭り2016                                                             | 日比谷公園・野外大音楽堂                     |
| 2016年10月29日〜2017年3月25日 | デビュー7周年記念7ヶ月7会場マンスリー企画「Over The Rainbowツアー」          | 6都市7公演                                   |
| 2017年2月25日                 | 吉田山田 Special Live ～みくにの日々～                                       | みくに文化未来館                             |
| 2017年3月19日                 | 吉田山田 ACOUSTIC SPECIAL LIVE ～大子の日々～                                | 大子町文化福祉会館「まいん」                 |
| 2017年8月26日                 | 吉田山田祭り 2017                                                            | 上野恩賜公園・水上音楽堂                     |
| 2017年9月17日〜12月24日       | 吉田山田ツアー2017                                                           |                                              |
| 2018年3月24日〜3月31日        | 吉田山田 Special Live                                                        |                                              |
| 2018年5月19日                 | Specialコンサート2018「吉田山田とカルテット」                                | なんばHatch                                  |
| 2018年8月19日                 | 吉田山田祭り2018                                                             | 上野恩賜公園 不忍池水上音楽堂                |
| 2018年9月1日〜12月13日        | 吉田山田ツアー2018<Acoustic Set>                                             |                                              |
| 2018年10月21日                | 吉田山田10周年突入記念『6th Album「欲望」全曲ライブ』                        | TIAT SKY HALL                                |
| 2018年10月30日〜11月4日       | 6th Album『欲望』リリース記念イベント                                        |                                              |
| 2018年11月17日〜12月26日      | 吉田山田ツアー2018<Band Set>                                                 |                                              |
| 2018年12月24日                | ステラ・デル・アンジェロ presents 『吉田山田クリスマスプレミアムパーティー』 | ステラ・デル・アンジェロ                     |
| 2019年3月2日〜8月24日         | 吉田山田47都道府県ツアー～二人またまた旅2019～                               |                                              |
| 2019年8月25日                 | 吉田山田祭り2019                                                             | 上野恩賜公園 不忍池水上音楽堂                |
| 2019年11月30日                | 吉田山田10周年記念「大感謝祭」                                               | 中野サンプラザ ホール                        |
| 2019年12月25日                | 吉田山田クリスマスプレミアムパーティ2019                                     |                                              |
| 2020年6月19日                 | 吉田山田のパッとでなふたり                                                   | オンラインライブ                             |
| 2020年8月29日                 | 吉田山田祭り2020                                                             | 上野恩賜公園 不忍池水上音楽堂                |
| 2020年10月18日                | 吉田山田 ～♪なにわの日々♪～ at 大阪新歌舞伎座                                | 大阪新歌舞伎座                               |
| 2020年10月21日                | 吉田山田デビュー11周年記念配信ライブ                                         | harevutai                                    |
| 2020年11月20日                | Home～高田馬場 四谷天窓～                                                    | 四谷天窓                                     |
| 2020年12月13日                | Home～下北沢 LIVE BAR BIG MOUTH～                                            | 下北沢LIVE BAR BIG MOUTH                     |
| 2021年9月5日                  | 吉田山田祭り2021                                                             | 上野恩賜公園 不忍池水上音楽堂                |
| 2021年11月6日〜11月14日       | 吉田山田とカルテット Tour2021                                                | 6公演（全公演2部制）                         |
| 2022年4月2日〜6月26日         | 吉田山田 弾き語りツアー2022〜愛された記憶〜                                  | 16公演                                       |
| 2022年8月7日                  | 吉田山田祭り2022                                                             | 上野水上野外音楽堂                           |
| 2022年10月21日                | 吉田山田デビュー13周年記念ライブ                                             | 品川インターシティホール                     |
| 2023年2月4日〜3月21日         | 吉田山田ツアー2023                                                           | 11公演 ーAcoustic Set 8公演 ーBand Set 3公演 |
| 2023年8月20日                 | 吉田山田盆踊り2023〜渋谷編〜                                                 | Spotify O-EAST                               |